# 宮崎県道・大分県道122号古江丸市尾線
宮崎県道・大分県道122号古江丸市尾線（みやざきけんどう・おおいたけんどう122ごう ふるえまるいちびせん）は、宮崎県延岡市北浦町から大分県佐伯市蒲江に至る一般県道である。

## 概要
同区間を結ぶ国道388号が山間部の北浦町三川内を経由するのに対し、より海岸に近い北浦町市振や蒲江波当津浦などを経由する。ただし宮崎県内では海岸線沿いを走る区間はほとんどない。北浦町内は狭隘だが、ふるさと林道古江直海線で迂回が可能。
また、県境付近も峠となっており狭隘である。県境付近より日豊海岸沿いに道が通るが、リアス式海岸のため、カーブが多く、坂の上り下りも多い。未整備区間が多いため、同区間を通過するの自動車交通は、主に市道葛原北浦線が用いて本道や国道388号の未整備区間を迂回している。
並行して、高速道路の東九州自動車道が開通しており、実質的に同路線や国道388号のバイパス道路としての役割を果たしている。また、大分県と宮崎県の県境付近にある蒲江波当津ICで直接的に接続している。

### 路線データ
- 起点：宮崎県延岡市北浦町古江（国道388号交点）
- 終点：大分県佐伯市蒲江大字丸市尾浦（国道388号交点）

## 歴史
- 1972年（昭和47年）11月14日 - 宮崎県告示第1089号[1]により路線認定される。
- 1973年（昭和48年）4月2日 - 大分県告示第250号により古江丸市尾線として路線認定[2]。
- 2022年（令和4年）3月12日 - 葛原（かずらはら）トンネルバイパス（延長860 m）開通[3]。

## 路線状況

### バイパス
- 大分県
  - 丸市尾工区（延長1,580 m）[3]

### 道路施設

#### トンネル
起点から
- 大分県
  - 葛原（かずらはら）トンネル：延長556 m[3]、2022年（令和4年）竣工、佐伯市
  - 2号トンネル（仮称）：延長147 m[3]

## 地理

### 通過する自治体
- 宮崎県
  - 延岡市
- 大分県
  - 佐伯市

### 交差する道路
| 交差する道路                                         | 都道府県名 | 市町村名 | 交差する場所     | 交差する場所      |
| ---------------------------------------------------- | ---------- | -------- | ---------------- | ----------------- |
| 国道388号                                            | 宮崎県     | 延岡市   | 北浦町古江       | 起点              |
| E10 東九州自動車道 大分県道630号蒲江波当津インター線 | 大分県     | 佐伯市   | 蒲江大字波当津浦 | 19-1 蒲江波当津IC |
| 国道388号                                            | 大分県     | 佐伯市   | 蒲江大字丸市尾浦 | 終点              |

### 沿線
- 延岡市立北浦小学校
- 延岡市立北浦中学校